# Diplazium alsophilum
Diplazium alsophilum är en majbräkenväxtart som beskrevs av William Ralph Maxon.
Diplazium alsophilum ingår i släktet Diplazium och familjen Athyriaceae. Inga underarter finns listade i Catalogue of Life.